# Eishockey-Weltmeisterschaft der U20-Junioren 2018
Die 42. Eishockey-Weltmeisterschaften der U20-Junioren der Internationalen Eishockey-Föderation IIHF waren die Eishockey-Weltmeisterschaften des Jahres 2018 in der Altersklasse der Unter-Zwanzigjährigen (U20). Insgesamt nahmen zwischen dem 9. Dezember 2017 und dem 6. Februar 2018 42 Nationalmannschaften an den sieben Turnieren der Top-Division sowie der Divisionen I bis III und der Qualifikation zu letzterer teil. Mit Turkmenistan, das erstmals mit seiner U20-Auswahl an einem Weltmeisterschaftsturnier teilnehmen sollte, wurde zunächst eine neue Rekordteilnehmerzahl von 43 verzeichnet, woraufhin erstmals seit 2001 eine Qualifikation zur Division III eingeführt worden war. Turkmenistan zog seine Teilnahme jedoch eine Woche vor dem Turnier zurück.
Der Weltmeister wurde zum 17. Mal die Mannschaft des Rekordweltmeisters aus Kanada, die sich im Finale mit 3:1 gegen Schweden durchsetzen konnte. Die Schweiz belegte in der Top-Division den achten Rang. In der A-Gruppe der Division I belegte der deutsche Nachwuchs den dritten und Österreich den fünften Platz, womit beide Teams erneut den Wiederaufstieg in die höchste Spielklasse verpassten.

## Teilnehmer, Austragungsorte und -zeiträume
- Top-Division: 26. Dezember 2017 bis 5. Januar 2018 in Buffalo, New York, USA
Teilnehmer:  Belarus (Aufsteiger),  Dänemark,  Finnland,  Kanada,  Russland,  Schweden,  Schweiz,  Slowakei,  Tschechien,  USA (Titelverteidiger)

- Division I
  - Gruppe A: 10. bis 16. Dezember 2017 in Courchevel und Méribel, Frankreich
Teilnehmer:  Deutschland,  Frankreich,  Kasachstan,  Lettland (Absteiger),  Österreich,  Ungarn (Aufsteiger)
  - Gruppe B: 9. bis 15. Dezember 2017 in Bled, Slowenien
Teilnehmer:  Italien,  Litauen (Aufsteiger),  Norwegen (Absteiger),  Polen,  Slowenien,  Ukraine

- Division II
  - Gruppe A: 10. bis 16. Dezember 2017 in Dumfries, Schottland, Großbritannien
Teilnehmer:  Estland,  Großbritannien (Absteiger),  Japan,  Niederlande,  Rumänien,  Südkorea (Aufsteiger)
  - Gruppe B: 10. bis 16. Januar 2018 in Belgrad, Serbien
Teilnehmer:  Belgien,  Kroatien (Absteiger),  Mexiko,  Serbien,  Spanien,  Türkei (Aufsteiger)

- Division III: 22. bis 28. Januar 2018 in Sofia, Bulgarien
Teilnehmer:  Australien (Absteiger),  Bulgarien,  Volksrepublik China,  Island,  Israel,  Neuseeland

- Qualifikation zur Division III: 5. bis 7. Februar 2018 in Kapstadt, Südafrika
Teilnehmer:  Republik China (Taiwan) (Absteiger),  Südafrika (Absteiger)

 Turkmenistan zog seine Teilnahme am Qualifikationsturnier zur Division III wenige Tage vor Turnierbeginn zurück.

## Modus
Die Eishockey-Weltmeisterschaft wird in insgesamt sieben Turnieren mit unterschiedlicher Teilnehmerstärke ausgespielt. Die Top-Division spielt mit zehn Mannschaften, die Divisionen I und II mit je zwölf und die Division III mit sechs Teilnehmern. Dazu kommen drei weitere Landesauswahlen, die eine Qualifikation zur Division III spielen.
In den Divisionen I und II werden die jeweils zwölf Mannschaften in je zwei Gruppen zu sechs Teams aufgeteilt. Die Division III spielt aufgrund des Neueinstiegs Turkmenistans mit sechs statt wie zuletzt acht Teilnehmern. Dadurch sind die beiden letztplatzierten Teilnehmer des Vorjahres in die Qualifikation abgestiegen.
Aus der Top-Division steigt der Letztplatzierte der Relegationsrunde in die Gruppe A der Division I ab. Aus selbiger steigt der Erstplatzierte zum nächsten Jahr in die Top-Division auf, während der Sechstplatzierte in die Gruppe B der Division I absteigt. Im Gegenzug steigt der Gewinner der Division I B in die Division I A auf. Aus der Division I B steigt ebenfalls der Letzte in die Division II A ab. Die Aufstiegsregelung der Division I B mit einem Auf- und Absteiger gilt genauso für die Division II A, II B und III. Der Erstplatzierte der Qualifikation zur Division III steigt in selbige auf.

## Top-Division
Die Top-Division der U20-Weltmeisterschaft wurde vom 26. Dezember 2017 bis zum 5. Januar 2018 in der US-amerikanischen Metropole Buffalo im Bundesstaat New York ausgetragen. Gespielt wurde im KeyBank Center (19.070 Plätze), der Heimspielstätte der Buffalo Sabres aus der National Hockey League, sowie dem HarborCenter mit 1.800 Plätzen. Darüber hinaus wurde die Partie zwischen dem Gastgeber und Titelverteidiger USA und Kanada am 29. Dezember als Freiluftspiel im New Era Field in Orchard Park, dem Spielort des NHL Winter Classic 2008, ausgetragen. Es war das erste Freiluftspiel bei einer U20-Junioren-Weltmeisterschaft. Insgesamt besuchten 211.210 Zuschauer die 30 Turnierspiele, was einem Schnitt von 7.040 pro Partie entspricht.
Am Turnier nahmen zehn Nationalmannschaften teil, die in zwei Gruppen zu je fünf Teams spielten. Dabei setzten sich die beiden Gruppen nach den Platzierungen der Nationalmannschaften bei der Weltmeisterschaft 2017 nach folgendem Schlüssel zusammen:
| Gruppe A     | Gruppe B       |
| USA (1)      | Russland (3)   |
| Kanada (2)   | Schweden (4)   |
| Dänemark (5) | Tschechien (6) |
| Slowakei (8) | Schweiz (7)    |
| Finnland (9) | Belarus (10)   |

Die U20-Auswahl Kanadas besiegte Schweden mit 3:1 im Finale des Turniers und gewann damit ihren 17. U20-Weltmeistertitel, zuletzt waren die Kanadier im Jahr 2015 Weltmeister geworden. Für die Schweden blieb damit lediglich der zweite Platz. Die titelverteidigende US-amerikanische Mannschaft gewann das Spiel um den dritten Platz gegen Tschechien mit 9:3. Vorjahresaufsteiger Belarus stieg als Verlierer der Relegation gegen die dänische Mannschaft in die Gruppe A der Division I ab, während Kasachstan in die Top-Division aufstieg.

### Modus
Nach den Gruppenspielen – jede Mannschaft bestreitet vier davon – der Vorrunde qualifizieren sich die vier Erstplatzierten jeder Gruppe für das Viertelfinale, das dann ebenso wie die weiteren Runden im K.-O.-System ausgetragen wurde. Die Fünften der Gruppenspiele bestreiten eine Relegation nach dem Modus „Best-of-Three“ und ermittelten dabei den Absteiger in die Division I, Gruppe A.

### Austragungsort
| \| Buffalo \|                   |
| Austragungsort der Top-Division |
| Buffalo                         |

| Buffalo |

### Vorrunde

#### Gruppe A
| 26. Dezember 2017 16:00 Uhr (Ortszeit) | 26. Dezember 2017 22:00 Uhr (MEZ) | Kanada B. Katchouk (5:34) S. Steel (6:01) D. Batherson (12:52) T. Raddysh (32:47) | 4:2 (3:1, 1:1, 0:0) Spielbericht | Finnland A. Heponiemi (12:19) H. Jokiharju (27:31) | KeyBank Center, Buffalo Zuschauer: 9.552 |

| 26. Dezember 2017 20:00 Uhr | 27. Dezember 2017 2:00 Uhr | Dänemark | 0:9 (0:5, 0:2, 0:2) Spielbericht | USA M. Jones (2:27) K. Bellows (5:04) C. Mittelstadt (8:26) K. Yamamoto (11:35) C. Mittelstadt (18:48) K. Bellows (24:08) P. Harper (39:31) A. Peeke (52:30) D. Samberg (53:23) | KeyBank Center, Buffalo Zuschauer: 7.207 |

| 27. Dezember 2017 19:00 Uhr | 28. Dezember 2017 1:00 Uhr | Slowakei | 0:6 (0:1, 0:3, 0:2) Spielbericht | Kanada S. Steel (3:39) J. Kyrou (21:24) J. Gadjovich (25:43) T. Raddysh (30:33) M. Comtois (55:58) J. Gadjovich (58:30) | KeyBank Center, Buffalo Zuschauer: 7.834 |

| 28. Dezember 2017 12:00 Uhr | 28. Dezember 2017 18:00 Uhr | Finnland J. Koppanen (2:49) A. Räsänen (6:56) J. Välimäki (35:38) H. Jokiharju (37:44) | 4:1 (2:0, 2:1, 0:0) Spielbericht | Dänemark N. Krag Christensen (21:38) | KeyBank Center, Buffalo Zuschauer: 5.026 |

| 28. Dezember 2017 20:00 Uhr | 29. Dezember 2017 2:00 Uhr | USA B. Tkachuk (31:07) C. Mittelstadt (56:49) | 2:3 (0:0, 1:1, 1:2) Spielbericht | Slowakei F. Krivošík (24:52) F. Krivošík (55:15) S. Buček (57:52) | KeyBank Center, Buffalo Zuschauer: 8.188 |

| 29. Dezember 2017 15:00 Uhr | 29. Dezember 2017 21:00 Uhr | Kanada C. Makar (4:13) D. Dubé (15:17) B. Katchouk (37:39) | 3:4 n. P. (2:0, 1:1, 0:2, 0:0, 0:1) Spielbericht | USA K. Bellows (36:27) S. Perunovich (46:09) B. Tkachuk (46:43) K. Bellows (PS) | New Era Field, Orchard Park Zuschauer: 44.592 |

| 30. Dezember 2017 16:00 Uhr | 30. Dezember 2017 22:00 Uhr | Finnland J. Koppanen (27:02) A. Räsänen (39:02) A. Heponiemi (46:23) J. Ikonen (52:36) M. Nurmi (54:01) | 5:2 (0:0, 2:1, 3:1) Spielbericht | Slowakei M. Bodák (34:14) S. Buček (49:03) | KeyBank Center, Buffalo Zuschauer: 6.229 |

| 30. Dezember 2017 20:00 Uhr | 31. Dezember 2017 2:00 Uhr | Dänemark | 0:8 (0:3, 0:2, 0:3) Spielbericht | Kanada R. Thomas (3:52) B. Howden (17:21) S. Steel (19:39) C. Makar (27:52) B. Howden (29:20) A. Formenton (43:30) M. McLeod (49:03) D. Batherson (52:26) | KeyBank Center, Buffalo Zuschauer: 8.671 |

| 31. Dezember 2017 16:00 Uhr | 31. Dezember 2017 22:00 Uhr | USA T. Frederic (3:59) C. Mittelstadt (14:33) J. Anderson (26:56) J. Anderson (39:26) A. Fox (58:23) | 5:4 (2:0, 2:2, 1:2) Spielbericht | Finnland A. Räsänen (29:01) E. Tolvanen (38:44) J. Koppanen (48:25) K. Vesalainen (49:31) | KeyBank Center, Buffalo Zuschauer: 7.884 |

| 31. Dezember 2017 18:00 Uhr | 1. Januar 2018 0:00 Uhr | Slowakei M. Roman (11:42) M. Fehérváry (29:38) M. Roman (34:38) S. Buček (44:06) A. Liška (45:22) | 5:1 (1:1, 2:0, 2:0) Spielbericht | Dänemark J. Blichfeld (4:46) | HarborCenter, Buffalo Zuschauer: 1.419 |

| Pl. |          | Sp | S | OTS | OTN | N | Tore  | Punkte |
| 1.  | Kanada   | 4  | 3 | 0   | 1   | 0 | 21:06 | 10     |
| 2.  | USA      | 4  | 2 | 1   | 0   | 1 | 20:10 | 8      |
| 3.  | Finnland | 4  | 2 | 0   | 0   | 2 | 15:12 | 6      |
| 4.  | Slowakei | 4  | 2 | 0   | 0   | 2 | 10:14 | 6      |
| 5.  | Dänemark | 4  | 0 | 0   | 0   | 4 | 02:26 | 0      |

Abkürzungen: Pl. = Platz, Sp = Spiele, S = Siege, OTS = Siege nach Verlängerung (Overtime) oder Penaltyschießen, OTN = Niederlagen nach Verlängerung oder Penaltyschießen, N = Niederlagen

Erläuterungen: Viertelfinalqualifikant, Abstiegsrundenqualifikant

#### Gruppe B
| 26. Dezember 2017 12:00 Uhr (Ortszeit) | 26. Dezember 2017 18:00 Uhr (MEZ) | Tschechien M. Nečas (4:42) O. Safin (7:28) F. Zadina (25:34) F. Chytil (37:26) F. Král (46:16) | 5:4 (2:2, 2:0, 1:2) Spielbericht | Russland A. Polodjan (5:21) M. Scholochow (9:16) A. Kaiumow (57:48) W. Sjomin (59:02) | KeyBank Center, Buffalo Zuschauer: 4.998 |

| 26. Dezember 2017 14:00 Uhr | 26. Dezember 2017 20:00 Uhr | Belarus J. Scharanhowitsch (14:56) | 1:6 (1:1, 0:3, 0:2) Spielbericht | Schweden E. Pettersson (8:44) E. Brännström (30:57) G. Gustafsson (32:33) J. Boqvist (34:18) L. Andersson (42:17) L. Andersson (51:07) | HarborCenter, Buffalo Zuschauer: 1.754 |

| 27. Dezember 2017 15:00 Uhr | 27. Dezember 2017 21:00 Uhr | Schweiz N. Müller (8:07) V. Nussbaumer (48:12) P. Kurashev (51:16) | 3:2 (1:1, 0:0, 2:1) Spielbericht | Belarus M. Suschko (18:34) W. Boubel (44:25) | KeyBank Center, Buffalo Zuschauer: 5.224 |

| 28. Dezember 2017 14:00 Uhr | 28. Dezember 2017 20:00 Uhr | Russland W. Sjomin (10:21) K. Kostin (38:16) A. Kaiumow (51:02) G. Iwanow (58:18) W. Abramow (58:31) | 5:2 (1:0, 1:1, 3:1) Spielbericht | Schweiz M. Miranda (20:09) K. Jäger (42:10) | HarborCenter, Buffalo Zuschauer: 1.895 |

| 28. Dezember 2017 16:00 Uhr | 28. Dezember 2017 22:00 Uhr | Schweden M. Davidsson (5:56) E. Pettersson (19:04) A. Nylander (44:25) | 3:1 (2:0, 0:1, 1:0) Spielbericht | Tschechien F. Zadina (39:02) | KeyBank Center, Buffalo Zuschauer: 6.890 |

| 29. Dezember 2017 12:00 Uhr | 29. Dezember 2017 18:00 Uhr | Belarus D. Dsjarabin (42:03) S. Pischtschuk (50:43) | 2:5 (0:2, 0:1, 2:2) Spielbericht | Russland A. Polodjan (10:14) G. Rubzow (12:44) K. Kostin (23:33) A. Kaiumow (44:21) K. Kostin (48:12) | HarborCenter, Buffalo Zuschauer: 1.841 |

| 30. Dezember 2017 12:00 Uhr | 30. Dezember 2017 18:00 Uhr | Tschechien R. Pavlík (21:29) L. Hájek (21:53) F. Zadina (25:58) F. Chytil (32:45) R. Pavlík (35:26) M. Zachar (53:23) | 6:5 (0:1, 5:2, 1:2) Spielbericht | Belarus J. Scharanhowitsch (8:31) I. Drasdou (20:48) J. Scharanhowitsch (38:45) I. Martynau (50:27) U. Habrus (54:52) | KeyBank Center, Buffalo Zuschauer: 5.222 |

| 30. Dezember 2017 14:00 Uhr | 30. Dezember 2017 20:00 Uhr | Schweden L. Andersson (5:25) L. Andersson (26:07) A. Jonsson Fjällby (32:27) E. Pettersson (44:55) T. Söderlund (50:01) F. Zetterlund (51:43) E. Pettersson (52:17) | 7:2 (1:1, 2:1, 4:0) Spielbericht | Schweiz N. Müller (10:13) M. Miranda (39:14) | HarborCenter, Buffalo Zuschauer: 2.115 |

| 31. Dezember 2017 12:00 Uhr | 31. Dezember 2017 18:00 Uhr | Schweiz K. Jäger (2:51) D. Rohrbach (22:20) E. Riva (23:55) | 3:6 (1:2, 2:2, 0:3) Spielbericht | Tschechien J. Lauko (2:38) M. Nečas (11:07) K. Reichel (22:11) M. Kaut (28:38) D. Kurovský (47:46) K. Reichel (57:40) | KeyBank Center, Buffalo Zuschauer: 5.548 |

| 31. Dezember 2017 20:00 Uhr | 1. Januar 2018 2:00 Uhr | Russland D. Sokolow (15:09) K. Kostin (18:18) A. Polodjan (56:15) | 3:4 n. P. (2:2, 0:0, 1:1, 0:0, 0:1) Spielbericht | Schweden L. Andersson (7:18) T. Liljegren (17:32) G. Gustafsson (54:21) O. Steen (PS) | KeyBank Center, Buffalo Zuschauer: 6.121 |

| Pl. |            | Sp | S | OTS | OTN | N | Tore  | Punkte |
| 1.  | Schweden   | 4  | 3 | 1   | 0   | 0 | 20:07 | 11     |
| 2.  | Tschechien | 4  | 3 | 0   | 0   | 1 | 18:15 | 9      |
| 3.  | Russland   | 4  | 2 | 0   | 1   | 1 | 17:13 | 7      |
| 4.  | Schweiz    | 4  | 1 | 0   | 0   | 3 | 10:20 | 3      |
| 5.  | Belarus    | 4  | 0 | 0   | 0   | 4 | 10:20 | 0      |

Abkürzungen: Pl. = Platz, Sp = Spiele, S = Siege, OTS = Siege nach Verlängerung (Overtime) oder Penaltyschießen, OTN = Niederlagen nach Verlängerung oder Penaltyschießen, N = Niederlagen

Erläuterungen: Viertelfinalqualifikant, Abstiegsrundenqualifikant

### Abstiegsrunde
Die Relegation zur Gruppe A der Division I wurde im Modus „Best-of-Three“ ausgetragen.
| 2. Januar 2018 14:00 Uhr (Ortszeit) | 2. Januar 2018 20:00 Uhr (MEZ) | Belarus I. Litwinau (21:01) U. Jaromenka (29:13) I. Drasdou (41:44) I. Martynau (48:30) | 4:5 (0:2, 2:0, 2:3) Spielbericht Stand: 0:1 | Dänemark J. Røndbjerg (15:56) P. Schultz (16:48) J. Blichfeld (49:04) J. Blichfeld (59:26) A. Grundtvig (59:45) | HarborCenter, Buffalo Zuschauer: 1.245 |

| 4. Januar 2018 12:00 Uhr | 4. Januar 2018 18:00 Uhr | Dänemark D. Nielsen (10:47) J. Røndbjerg (12:23) J. Schmidt-Svejstrup (PS) | 3:2 n. P. (2:0, 0:0, 0:2, 0:0, 1:0) Spielbericht Stand: 2:0 | Belarus M. Suschko (48:54) I. Litwinau (49:40) | KeyBank Center, Buffalo Zuschauer: 4.295 |

### Finalrunde
|  | Viertelfinale | Viertelfinale | Viertelfinale |  |  | Halbfinale | Halbfinale | Halbfinale |  |  | Finale           | Finale           | Finale           |
|  |               |               |               |  |  |            |            |            |  |  |                  |                  |                  |
|  | A1            | Kanada        | 8             |  |  |            |            |            |  |  |                  |                  |                  |
|  | B4            | Schweiz       | 2             |  |  |            |            |            |  |  |                  |                  |                  |
|  |               |               |               |  |  | A1         | Kanada     | 7          |  |  |                  |                  |                  |
|  |               |               |               |  |  | B2         | Tschechien | 2          |  |  |                  |                  |                  |
|  | B2            | Tschechien    | 4             |  |  |            |            |            |  |  |                  |                  |                  |
|  | A3            | Finnland      | 3             |  |  |            |            |            |  |  |                  |                  |                  |
|  |               |               |               |  |  |            |            |            |  |  | A1               | Kanada           | 3                |
|  |               |               |               |  |  |            |            |            |  |  | B1               | Schweden         | 1                |
|  | B1            | Schweden      | 3             |  |  |            |            |            |  |  |                  |                  |                  |
|  | A4            | Slowakei      | 2             |  |  |            |            |            |  |  |                  |                  |                  |
|  |               |               |               |  |  | B1         | Schweden   | 4          |  |  |                  |                  |                  |
|  |               |               |               |  |  | A2         | USA        | 2          |  |  | Spiel um Platz 3 | Spiel um Platz 3 | Spiel um Platz 3 |
|  | A2            | USA           | 4             |  |  |            |            |            |  |  | B2               | Tschechien       | 3                |
|  | B3            | Russland      | 2             |  |  |            |            |            |  |  | A2               | USA              | 9                |

#### Viertelfinale
| 2. Januar 2018 12:00 Uhr | 2. Januar 2018 18:00 Uhr | Tschechien F. Zadina (6:20) K. Reichel (34:17) F. Zadina (57:34) M. Nečas (PS) | 4:3 n. P. (1:0, 1:2, 1:1, 0:0, 1:0) Spielbericht | Finnland A. Räsänen (23:04) O. Juolevi (29:53) K. Vesalainen (46:30) | KeyBank Center, Buffalo Zuschauer: 5.109 |

| 2. Januar 2018 16:00 Uhr | 2. Januar 2018 22:00 Uhr | Kanada B. Howden (0:48) C. Makar (8:29) D. Batherson (12:06) D. Batherson (26:12) J. Kyrou (27:24) C. Timmins (32:19) D. Dubé (51:12) M. Comtois (59:09) | 8:2 (3:0, 3:1, 2:1) Spielbericht | Schweiz D. Rohrbach (28:46) A. Simic (50:26) | KeyBank Center, Buffalo Zuschauer: 5.533 |

| 2. Januar 2018 18:00 Uhr | 3. Januar 2018 0:00 Uhr | Schweden I. Lundeström (20:09) F. Zetterlund (26:55) I. Lundeström (50:17) | 3:2 (0:0, 2:1, 1:1) Spielbericht | Slowakei M. Bodák (37:41) M. Bodák (51:58) | HarborCenter, Buffalo Zuschauer: 1.445 |

| 2. Januar 2018 20:00 Uhr | 3. Januar 2018 2:00 Uhr | USA K. Bellows (2:18) K. Yamamoto (14:34) K. Bellows (52:31) J. Anderson (59:18) | 4:2 (2:1, 0:0, 2:1) Spielbericht | Russland M. Scholochow (10:32) A. Altybarmakjan (43:39) | KeyBank Center, Buffalo Zuschauer: 6.242 |

#### Halbfinale
| 4. Januar 2018 16:00 Uhr | 4. Januar 2018 22:00 Uhr | Schweden E. Pettersson (33:30) L. Andersson (46:17) O. Steen (47:47) A. Jonsson Fjällby (48:25) | 4:2 (0:0, 1:0, 3:2) Spielbericht | USA K. Bellows (52:24) B. Tkachuk (56:59) | KeyBank Center, Buffalo Zuschauer: 7.524 |

| 4. Januar 2018 20:00 Uhr | 5. Januar 2018 2:00 Uhr | Kanada S. Steel (15:05) D. Batherson (18:08) D. Batherson (27:48) M. Comtois (29:43) J. Kyrou (32:15) D. Batherson (36:58) B. Katchouk (45:15) | 7:2 (2:1, 4:0, 1:1) Spielbericht | Tschechien F. Zadina (5:55) F. Zadina (50:11) | KeyBank Center, Buffalo Zuschauer: 6.941 |

#### Spiel um Platz 3
| 5. Januar 2018 16:00 Uhr | 5. Januar 2018 22:00 Uhr | Tschechien M. Kaut (40:43) R. Pavlík (42:11) D. Kurovský (47:45) | 3:9 (0:1, 0:6, 3:2) Spielbericht | USA T. Frederic (19:56) R. Poehling (20:09) J. Anderson (24:18) T. Frederic (25:52) K. Bellows (27:23) T. Frederic (32:55) K. Bellows (39:01) T. Frederic (45:41) P. Harper (57:10) | KeyBank Center, Buffalo Zuschauer: 7.122 |

#### Finale
| 5. Januar 2018 20:00 Uhr | 6. Januar 2018 2:00 Uhr | Schweden T. Söderlund (33:07) | 1:3 (0:0, 1:1, 0:2) Spielbericht | Kanada D. Dubé (21:49) T. Steenbergen (58:20) A. Formenton (58:46) | KeyBank Center, Buffalo Zuschauer: 17.544 |

### Statistik

#### Beste Scorer
Abkürzungen: Sp = Spiele, T = Tore, V = Assists, Pkt = Punkte, +/− = Plus/Minus, SM = Strafminuten; Fett: Turnierbestwert
| Spieler           | Team       | Sp | T | V | Pkt | +/− | SM |
| ----------------- | ---------- | -- | - | - | --- | --- | -- |
| Casey Mittelstadt | USA        | 7  | 4 | 7 | 11  | +8  | 2  |
| Martin Nečas      | Tschechien | 7  | 3 | 8 | 11  | −5  | 0  |
| Kieffer Bellows   | USA        | 7  | 9 | 1 | 10  | +2  | 4  |
| Jordan Kyrou      | Kanada     | 7  | 3 | 7 | 10  | +2  | 0  |
| Sam Steel         | Kanada     | 7  | 4 | 5 | 9   | +3  | 0  |
| Brady Tkachuk     | USA        | 7  | 3 | 6 | 9   | +6  | 2  |
| Filip Zadina      | Tschechien | 7  | 7 | 1 | 8   | −4  | 2  |
| Klim Kostin       | Russland   | 5  | 5 | 3 | 8   | +7  | 2  |
| Cale Makar        | Kanada     | 7  | 3 | 5 | 8   | +5  | 0  |
| Maksim Suschko    | Belarus    | 6  | 2 | 6 | 8   | −1  | 4  |

#### Beste Torhüter
Abkürzungen: Sp = Spiele, Min = Eiszeit (in Minuten), SaT = Schüsse aufs Tor, GT = Gegentore, Sv% = gehaltene Schüsse (in %), GTS = Gegentorschnitt, SO = Shutouts; Fett: Turnierbestwert
Erfasst werden nur Torhüter, die mindestens 40 % der Gesamtspielzeit eines Teams absolviert haben. Sortiert nach Fangquote (Sv%).
| Spieler               | Team     | Sp | Min    | SaT | GT | SO | Sv%   | GTS  |
| --------------------- | -------- | -- | ------ | --- | -- | -- | ----- | ---- |
| Carter Hart           | Kanada   | 6  | 365:00 | 156 | 11 | 1  | 92,95 | 1,81 |
| Roman Durný           | Slowakei | 4  | 240:00 | 154 | 11 | 0  | 92,86 | 2,75 |
| Filip Gustavsson      | Schweden | 6  | 364:36 | 145 | 11 | 0  | 92,41 | 1,81 |
| Wladislaw Suchatschow | Russland | 5  | 262:30 | 125 | 12 | 0  | 90,40 | 2,74 |
| Philip Wüthrich       | Schweiz  | 4  | 207:22 | 151 | 17 | 0  | 88,74 | 4,92 |

### Abschlussplatzierungen
| Pl. | Team       |
| --- | ---------- |
| 1   | Kanada     |
| 2   | Schweden   |
| 3   | USA        |
| 4   | Tschechien |
| 5   | Russland   |
| 6   | Finnland   |
| 7   | Slowakei   |
| 8   | Schweiz    |
| 9   | Dänemark   |
| 10  | Belarus    |

### Titel, Auf- und Abstieg
| Weltmeister Kanada | Drake Batherson, Jake Bean, Kale Clague, Max Comtois, Dillon Dubé, Dante Fabbro, Alex Formenton, Callan Foote, Jonah Gadjovich, Carter Hart, Brett Howden, Boris Katchouk, Jordan Kyrou, Cale Makar, Michael McLeod, Victor Mete, Colton Point, Taylor Raddysh, Sam Steel, Tyler Steenbergen, Robert Thomas, Conor Timmins Cheftrainer: Dominique Ducharme |

| Silber Schweden | Lias Andersson, Jesper Boqvist, Erik Brännström, Rasmus Dahlin, Marcus Davidsson, Olle Eriksson Ek, Glenn Gustafsson, Filip Gustavsson, Linus Högberg, Axel Jonsson Fjällby, Fredrik Karlström, Filip Larsson, Timothy Liljegren, Gustav Lindström, Linus Lindström, Isac Lundeström, Jacob Moverare, Alexander Nylander, Elias Pettersson, Jesper Sellgren, Oskar Steen, Tim Söderlund, Fabian Zetterlund Cheftrainer: Tomas Montén |

| Bronze USA | Joey Anderson, Mikey Anderson, Kieffer Bellows, Logan Brown, Trent Frederic, Adam Fox, Patrick Harper, Quinn Hughes, Max Jones, Ryan Lindgren, William Lockwood, Casey Mittelstadt, Josh Norris, Jake Oettinger, Andrew Peeke, Scott Perunovich, Ryan Poehling, Dylan Samberg, Jeremy Swayman, Brady Tkachuk, Riley Tufte, Joseph Woll, Kailer Yamamoto Cheftrainer: Bob Motzko |

| Absteiger in die Division IA:   | Belarus    |
| Aufsteiger in die Top-Division: | Kasachstan |

### Auszeichnungen
Spielertrophäen
| Auszeichnung         | Spieler           | Team     |
| -------------------- | ----------------- | -------- |
| Wertvollster Spieler | Casey Mittelstadt | USA      |
| Bester Torhüter      | Filip Gustavsson  | Schweden |
| Bester Verteidiger   | Rasmus Dahlin     | Schweden |
| Bester Stürmer       | Casey Mittelstadt | USA      |

All-Star-Team
| Angriff:      | Filip Zadina – Casey Mittelstadt – Kieffer Bellows |
| Verteidigung: | Rasmus Dahlin – Cale Makar                         |
| Tor:          | Filip Gustavsson                                   |

## Division I

### Gruppe A in Courchevel und Méribel, Frankreich
Das Turnier der Gruppe A wurde vom 10. bis 16. Dezember 2017 in den französischen Wintersportorten Courchevel und Méribel ausgetragen. Die Spiele fanden im 2.400 Zuschauer fassenden Patinoire du Parc Olympique in Méribel sowie dem Patinoire du Forum mit 1.000 Plätzen in Courchevel statt. Insgesamt besuchten 6.023 Zuschauer die 15 Turnierspiele, was einem Schnitt von 401 pro Partie entspricht. Der kasachischen Auswahl, die als einziges Team ungeschlagen blieb, gelang neun Jahre nach den Abstieg die Rückkehr in die Top-Division. Entscheidend waren die knappen 3:2-Erfolge gegen Lettland (nach Penaltyschießen) und Deutschland (nach Verlängerung). Ungarn musste hingegen sieglos den sofortigen Wiederabstieg in die B-Gruppe hinnehmen.
| 10. Dezember 2017 14:30 Uhr (Ortszeit) | Kasachstan Sam. Danijar (42:43) Sam. Danijar (45:11) A. Gatijatow (63:57) | 3:2 n. V. (0:0, 0:1, 2:1, 1:0) Spielbericht | Deutschland C. Jahnke (20:58) L. Gawanke (58:43) | Patinoire du Forum, Courchevel Zuschauer: 103 |

| 10. Dezember 2017 18:00 Uhr | Österreich M. Rossi (21:13) | 1:6 (0:2, 1:1, 0:3) Spielbericht | Frankreich H. Sarlin (2:40) L. Boudon (19:54) L. Olive (37:24) T. Sarliève-Fonfraid (43:16) L. Boudon (46:16) J. Bougro (53:55) | Patinoire du Forum, Courchevel Zuschauer: 695 |

| 10. Dezember 2017 18:00 Uhr | Ungarn Z. Szalma (48:13) | 1:4 (0:0, 0:2, 1:2) Spielbericht | Lettland R. Krastenbergs (20:58) E. Ģēģeris (28:10) D. Bērziņš (50:13) E. Ģēģeris (54:09) | Patinoire du Parc Olympique, Meribel Zuschauer: 150 |

| 11. Dezember 2017 13:00 Uhr | Lettland R. Krastenbergs (12:48) D. Bērziņš (59:48) | 2:3 n. P. (1:0, 0:2, 1:0, 0:0, 0:1) Spielbericht | Kasachstan I. Ryschi (27:04) A. Gatijatow (36:51) A. Gatijatow (PS) | Patinoire du Parc Olympique, Meribel Zuschauer: 600 |

| 11. Dezember 2017 19:00 Uhr | Frankreich L. Olive (14:26) B. Berard (18:12) B. Berard (55:43) E. Gueybey (61:23) | 4:3 n. V. (2:2, 0:1, 1:0, 1:0) Spielbericht | Ungarn N. Fejes (2:39) Z. Szalma (19:27) Z. Szalma (26:19) | Patinoire du Parc Olympique, Meribel Zuschauer: 600 |

| 12. Dezember 2017 19:00 Uhr | Deutschland V. Busch (4:19) T. Walther (28:15) J. Huß (29:06) T. Eder (51:05) | 4:1 (1:1, 2:0, 1:0) Spielbericht | Österreich B. Baumgartner (15:31) | Patinoire du Parc Olympique, Meribel Zuschauer: 221 |

| 13. Dezember 2017 15:30 Uhr | Ungarn K. Papp (7:39) D. Molnar (46:13) N. Vertes (51:18) | 3:5 (1:2, 0:1, 2:2) Spielbericht | Kasachstan Saj. Danijar (9:54) A. Gatijatow (17:31) W. Orechow (26:41) A. Beketajew (55:17) N. Nasarenko (57:42) | Patinoire du Forum, Courchevel Zuschauer: 91 |

| 13. Dezember 2017 19:00 Uhr | Deutschland D. Bokk (4:17) M. Seider (6:46) S. Soramies (7:05) C. Jahnke (59:16) | 4:0 (3:0, 0:0, 1:0) Spielbericht | Frankreich | Patinoire du Forum, Courchevel Zuschauer: 817 |

| 13. Dezember 2017 19:00 Uhr | Lettland E. Ģēģeris (9:13) D. Smirnovs (9:50) R. Bļugers (47:18) R. Kārkls (49:20) R. Krastenbergs (51:24) | 5:1 (2:0, 0:0, 3:1) Spielbericht | Österreich N. Feldner (57:16) | Patinoire du Parc Olympique, Meribel Zuschauer: 132 |

| 14. Dezember 2017 19:00 Uhr | Frankreich | 0:1 n. V. (0:0, 0:0, 0:0, 0:1) Spielbericht | Lettland D. Smirnovs (60:06) | Patinoire du Parc Olympique, Meribel Zuschauer: 533 |

| 15. Dezember 2017 13:00 Uhr | Deutschland L. Gawanke (11:58) V. Busch (29:15) C. Jahnke (36:45) T. Eder (40:43) V. Busch (43:56) D. Bindels (57:10) T. Walther (59:46) | 7:2 (1:0, 2:1, 4:1) Spielbericht | Ungarn B. Majoross (22:53) B. Horváth (55:54) | Patinoire du Forum, Courchevel Zuschauer: 482 |

| 15. Dezember 2017 19:00 Uhr | Kasachstan N. Pismarkin (1:52) M. Gusseinow (6:28) N. Nasarenko (6:51) | 3:2 (3:1, 0:1, 0:0) Spielbericht | Österreich B. Baumgartner (1:23) B. Baumgartner (22:30) | Patinoire du Forum, Courchevel Zuschauer: 152 |

| 16. Dezember 2017 14:30 Uhr | Lettland R. Krastenbergs (26:06) | 1:0 (0:0, 1:0, 0:0) Spielbericht | Deutschland | Patinoire du Forum, Courchevel Zuschauer: 187 |

| 16. Dezember 2017 16:00 Uhr | Österreich M. Rossi (21:13) N. Feldner (13:15) B. Baumgartner (27:30) M. Rossi (29:36) N. Feldner (57:21) | 5:2 (2:1, 2:1, 1:0) Spielbericht | Ungarn N. Vertes (12:16) N. Fejes (39:02) | Patinoire du Parc Olympique, Meribel Zuschauer: 250 |

| 16. Dezember 2017 18:00 Uhr | Frankreich J. Munoz (34:58) | 1:6 (0:1, 1:2, 0:3) Spielbericht | Kasachstan Saj. Danijar (5:49) A. Melichow (27:29) N. Nasarenko (31:33) M. Gusseinow (55:10) A. Beketajew (57:56) N. Nasarenko (59:44) | Patinoire du Forum, Courchevel Zuschauer: 1.010 |

| Pl. |             | Sp | S | OTS | OTN | N | Tore  | Punkte |
| 1.  | Kasachstan  | 5  | 3 | 2   | 0   | 0 | 20:10 | 13     |
| 2.  | Lettland    | 5  | 3 | 1   | 1   | 0 | 12:05 | 12     |
| 3.  | Deutschland | 5  | 3 | 0   | 1   | 1 | 17:06 | 10     |
| 4.  | Frankreich  | 5  | 1 | 1   | 1   | 2 | 11:15 | 6      |
| 5.  | Österreich  | 5  | 1 | 0   | 0   | 4 | 10:20 | 3      |
| 6.  | Ungarn      | 5  | 0 | 0   | 1   | 4 | 11:25 | 1      |

Abkürzungen: Pl. = Platz, Sp = Spiele, S = Siege, OTS = Siege nach Verlängerung (Overtime) oder Penaltyschießen, OTN = Niederlagen nach Verlängerung oder Penaltyschießen, N = Niederlagen

Erläuterungen: Aufsteiger in die Top-Division, Absteiger in die Division IB

#### Division-IA-Siegermannschaft
| Division-IA-Aufsteiger Kasachstan | Adil Beketajew, Nikita Bojarkin, Alexander Borissewitsch, Andrei Buijalski, Sajan Danijar, Samat Danijar, Adilbek Dschangasinow, Danijar Gabdullin, Artur Gatijatow, Mussa Gusseinow, Denis Karatajew, Sergei Lasarew, Alexander Melichow, Maxim Muchametow, Batyrlan Muratow, Jernar Mussabajew, Nikita Nasarenko, Waleri Orechow, Nikita Pismarkin, Kirill Polochow, Ilja Ryschi, Michail Tarassow Trainer: Sergei Starygin |

### Gruppe B in Bled, Slowenien
Das Turnier der Gruppe B wurde vom 9. bis 15. Dezember 2017 im slowenischen Bled ausgetragen. Die Spiele fanden in der 1.736 Zuschauer fassenden Hokejska dvorana Bled statt. Insgesamt besuchten 4.040 Zuschauer die 15 Turnierspiele, was einem Schnitt von 269 pro Partie entspricht. Der norwegischen Mannschaft gelang durch einen 3:2-Erfolg nach Penaltyschießen im letzten Spiel gegen die bis dahin ungeschlagenen Polen der sofortige Wiederaufstieg in die A-Gruppe. Litauen musste hingegen den genauso sofortigen Wiederabstieg in die Division II hinnehmen.
| 9. Dezember 2017 13:00 Uhr (Ortszeit) | Italien M. Leitner (11:05) H. Kasslatter (28:29) S. Spinell (31:13) K. Fink (52:38) | 4:9 (1:1, 2:6, 1:2) Spielbericht | Polen A. Łyszczarczyk (15:45) B. Jeziorski (22:41) M. Bernacki (27:00) B. Jeziorski (27:47) D. Paś (31:54) A. Łyszczarczyk (33:29) J. Sołtys (36:45) G. Radzieńciak (49:54) M. Bernacki (54:18) | Hokejska dvorana, Bled Zuschauer: 152 |

| 9. Dezember 2017 16:30 Uhr | Ukraine D. Scherbakow (37:19) | 1:3 (0:0, 1:2, 0:1) Spielbericht | Slowenien J. Drozg (21:12) J. Drozg (26:55) J. Sodja (40:27) | Hokejska dvorana, Bled Zuschauer: 523 |

| 9. Dezember 2017 20:00 Uhr | Litauen M. Kaleinikovas (52:13) | 1:4 (0:1 0:2, 1:1) Spielbericht | Norwegen C. Karlsen (12:02) J. Noer (24:31) M. Vikingstad (29:40) S. A. Edvardsen (57:09) | Hokejska dvorana, Bled Zuschauer: 157 |

| 10. Dezember 2017 13:00 Uhr | Norwegen J. Noer (4:32) M. Ellingsen (15:05) M. Grøsvik (39:35) M. Ellingsen (15:05) | 4:0 (2:0, 1:0, 1:0) Spielbericht | Italien | Hokejska dvorana, Bled Zuschauer: 106 |

| 10. Dezember 2017 16:30 Uhr | Slowenien J. Sodja (16:36) J. Drozg (29:48) J. Šturm (33:03) E. Svetina (38:18) | 4:3 (1:0, 3:1, 0:2) Spielbericht | Litauen M. Kaleinikovas (24:07) L. Washco (46:15) I. Ragas (58:42) | Hokejska dvorana, Bled Zuschauer: 497 |

| 10. Dezember 2017 20:00 Uhr | Polen A. Łyszczarczyk (20:48) J. Sołtys (29:06) B. Jeziorski (31:28) | 3:2 (0:1, 3:1, 0:0) Spielbericht | Ukraine D. Scherbakow (1:13) W. Masur (36:17) | Hokejska dvorana, Bled Zuschauer: 102 |

| 12. Dezember 2017 13:00 Uhr | Norwegen C. Karlsen (52:18) J. Noer (PS) | 2:1 n. P. (0:0, 0:0, 1:1, 0:0, 1:0) Spielbericht | Ukraine M. Kowalenko (44:12) | Hokejska dvorana, Bled Zuschauer: 113 |

| 12. Dezember 2017 16:30 Uhr | Polen A. Łyszczarczyk (25:49) A. Łyszczarczyk (27:51) D. Paś (34:20) B. Jeziorski (39:59) B. Jeziorski (PS) | 5:4 n. P. (0:1, 4:2, 0:1, 0:0, 1:0) Spielbericht | Slowenien M. Sever (12:36) E. Svetina (26:47) R. Kapel (37:39) J. Šturm (40:56) | Hokejska dvorana, Bled Zuschauer: 652 |

| 12. Dezember 2017 20:00 Uhr | Litauen M. Kaleinikovas (22:55) | 1:2 n. V. (0:0, 1:0, 0:1, 0:1) Spielbericht | Italien L. Kosmac (51:23) S. Berger (62:54) | Hokejska dvorana, Bled Zuschauer: 108 |

| 13. Dezember 2017 13:00 Uhr | Polen M. Bernacki (11:45) M. Bernacki (22:43) A. Łyszczarczyk (31:01) A. Łyszczarczyk (57:31) | 4:1 (1:0, 2:1, 1:0) Spielbericht | Litauen M. Kaleinikovas (24:52) | Hokejska dvorana, Bled Zuschauer: 100 |

| 13. Dezember 2017 16:30 Uhr | Slowenien A. Kujavec (36:10) | 1:5 (0:1, 1:2, 0:2) Spielbericht | Norwegen M. Homdrom (7:56) E. Kjellesvik (20:30) M. Ellingsen (36:42) J. Noer (44:54) J. Meisingset (55:49) | Hokejska dvorana, Bled Zuschauer: 747 |

| 13. Dezember 2017 20:00 Uhr | Italien S. Berger (25:08) K. Fink (44:46) | 2:3 (0:2, 1:1, 1:0) Spielbericht | Ukraine O. Peressunko (2:15) D. Kosatschuk (19:17) D. Danylenko (37:33) | Hokejska dvorana, Bled Zuschauer: 102 |

| 15. Dezember 2017 13:00 Uhr | Ukraine D. Motowyj (28:19) B. Stupak (PS) | 2:1 n. P. (0:0, 1:1, 0:0, 0:0, 1:0) Spielbericht | Litauen V. Bucys (35:30) | Hokejska dvorana, Bled Zuschauer: 116 |

| 15. Dezember 2017 16:30 Uhr | Slowenien P. Tišlar (16:09) M. Ban (18:14) E. Svetina (38:17) J. Drozg (46:08) J. Drozg (57:23) R. Kapel (59:53) | 6:1 (2:0, 1:0, 3:1) Spielbericht | Italien H. Kasslatter (44:57) | Hokejska dvorana, Bled Zuschauer: 412 |

| 15. Dezember 2017 20:00 Uhr | Norwegen E. Vold (25:33) C. Karlsen (26:37) M. Ellingsen (PS) | 3:2 n. P. (0:0, 2:1, 0:1, 0:0, 1:0) Spielbericht | Polen D. Jarosz (36:59) A. Łyszczarczyk (59:53) | Hokejska dvorana, Bled Zuschauer: 153 |

| Pl. |           | Sp | S | OTS | OTN | N | Tore  | Punkte |
| 1.  | Norwegen  | 5  | 3 | 2   | 0   | 0 | 18:05 | 13     |
| 2.  | Polen     | 5  | 3 | 1   | 1   | 0 | 22:13 | 12     |
| 3.  | Slowenien | 5  | 3 | 0   | 1   | 1 | 18:15 | 10     |
| 4.  | Ukraine   | 5  | 1 | 1   | 1   | 2 | 09:11 | 6      |
| 5.  | Italien   | 5  | 0 | 1   | 0   | 4 | 09:23 | 2      |
| 6.  | Litauen   | 5  | 0 | 0   | 2   | 3 | 07:16 | 2      |

Abkürzungen: Pl. = Platz, Sp = Spiele, S = Siege, OTS = Siege nach Verlängerung (Overtime) oder Penaltyschießen, OTN = Niederlagen nach Verlängerung oder Penaltyschießen, N = Niederlagen

Erläuterungen: Aufsteiger in die Division IA, Absteiger in die Division IIA

#### Division-IB-Siegermannschaft
| Division-IB-Aufsteiger Norwegen | Fredrik Dahl, Simen Andrè Edvardsen, Martin Ellingsen, Mats Grøsvik, Jørgen Hanneborg, Sivert Harbosen, Joachim Hermansen, Mads Homdrom, Christoffer Karlsen, Even Kjellesvik, Max Krogdahl, Kristian Marthinsen, Robin Mathisen, Jonas Meisingset, Joachim Nielsen, Jacob Noer, Håkon Pedersen, Sander Rønnild, Samuel Solem, Markus Vikingstad, Esbjørn Vold, Jonas Wikstøl Trainer: Anders Gjøse |

### Auf- und Abstieg
| Absteiger in die Division IA:   | Belarus    |
| Aufsteiger in die Top-Division: | Kasachstan |
| Absteiger in die Division IB:   | Ungarn     |
| Aufsteiger in die Division IA:  | Norwegen   |
| Absteiger in die Division IIA:  | Litauen    |
| Aufsteiger in die Division IB:  | Japan      |

## Division II

### Gruppe A in Dumfries, Schottland, Großbritannien
Das Turnier der Gruppe A wurde vom 10. bis 16. Dezember 2017 im schottischen Dumfries ausgetragen. Die Spiele fanden im 1.000 Zuschauer fassenden Dumfries Ice Bowl statt. Durch einen 5:2-Erfolg im letzten Spiel gegen Vorjahresabsteiger Großbritannien gelang Japan der Aufstieg in die Division I. Die niederländische Mannschaft stand schon vor dem letzten Spiel als Absteiger in die B-Gruppe fest, daher konnte auch der abschließende 6:5-Erfolg gegen Estland keine Rettung mehr bringen. Insgesamt besuchten 5.928 Zuschauer die 15 Turnierspiele, was einem Schnitt von 395 pro Partie entspricht.
| 10. Dezember 2017 13:00 Uhr (Ortszeit) | Japan | 6:1 (3:1, 2:1, 1:0) Spielbericht | Niederlande | Ice Bowl, Dumfries Zuschauer: 167 |

| 10. Dezember 2017 16:30 Uhr | Südkorea | 5:4 n. P. (0:1, 2:0, 2:3, 0:0, 1:0) Spielbericht | Estland | Ice Bowl, Dumfries Zuschauer: 236 |

| 10. Dezember 2017 20:00 Uhr | Großbritannien | 3:2 (0:0, 1:1, 2:1) Spielbericht | Rumänien | Ice Bowl, Dumfries Zuschauer: 418 |

| 11. Dezember 2017 13:00 Uhr | Niederlande | 4:5 (1:2, 3:2, 0:1) Spielbericht | Südkorea | Ice Bowl, Dumfries Zuschauer: 427 |

| 11. Dezember 2017 16:30 Uhr | Japan | 3:2 n. V. (1:1, 1:1, 0:0, 1:0) Spielbericht | Rumänien | Ice Bowl, Dumfries Zuschauer: 253 |

| 11. Dezember 2017 20:00 Uhr | Großbritannien | 6:2 (0:1, 3:0, 3:1) Spielbericht | Estland | Ice Bowl, Dumfries Zuschauer: 487 |

| 13. Dezember 2017 13:00 Uhr | Rumänien | 4:8 (2:1, 0:4, 2:3) Spielbericht | Estland | Ice Bowl, Dumfries Zuschauer: 547 |

| 13. Dezember 2017 16:30 Uhr | Japan | 5:1 (2:1, 0:0, 3:0) Spielbericht | Südkorea | Ice Bowl, Dumfries Zuschauer: 235 |

| 13. Dezember 2017 20:00 Uhr | Großbritannien | 8:1 (1:0, 1:1, 6:0) Spielbericht | Niederlande | Ice Bowl, Dumfries Zuschauer: 527 |

| 14. Dezember 2017 13:00 Uhr | Estland | 1:4 (0:1, 1:2, 0:1) Spielbericht | Japan | Ice Bowl, Dumfries Zuschauer: 473 |

| 14. Dezember 2017 16:30 Uhr | Niederlande | 1:7 (0:1, 0:2, 1:4) Spielbericht | Rumänien | Ice Bowl, Dumfries Zuschauer: 196 |

| 14. Dezember 2017 20:00 Uhr | Südkorea | 5:4 n. P. (0:0, 3:1, 1:1, 0:0, 1:0) Spielbericht | Großbritannien | Ice Bowl, Dumfries Zuschauer: 467 |

| 16. Dezember 2017 13:00 Uhr | Rumänien | 2:5 (1:2, 0:2, 1:2) Spielbericht | Südkorea | Ice Bowl, Dumfries Zuschauer: 327 |

| 16. Dezember 2017 16:30 Uhr | Estland | 5:6 (3:0, 1:4, 1:2) Spielbericht | Niederlande | Ice Bowl, Dumfries Zuschauer: 433 |

| 16. Dezember 2017 20:00 Uhr | Großbritannien | 2:5 (0:2, 1:0, 1:3) Spielbericht | Japan | Ice Bowl, Dumfries Zuschauer: 735 |

| Pl. |                | Sp | S | OTS | OTN | N | Tore  | Punkte |
| 1.  | Japan          | 5  | 4 | 1   | 0   | 0 | 23:07 | 14     |
| 2.  | Südkorea       | 5  | 2 | 2   | 0   | 1 | 21:19 | 10     |
| 3.  | Großbritannien | 5  | 3 | 0   | 1   | 1 | 23:15 | 10     |
| 4.  | Estland        | 5  | 1 | 0   | 1   | 3 | 20:25 | 4      |
| 5.  | Rumänien       | 5  | 1 | 0   | 1   | 3 | 17:20 | 4      |
| 6.  | Niederlande    | 5  | 1 | 0   | 0   | 4 | 13:31 | 3      |

Abkürzungen: Pl. = Platz, Sp = Spiele, S = Siege, OTS = Siege nach Verlängerung (Overtime) oder Penaltyschießen, OTN = Niederlagen nach Verlängerung oder Penaltyschießen, N = Niederlagen

Erläuterungen: Aufsteiger in die Division IB, Absteiger in die Division IIB

### Gruppe B in Belgrad, Serbien
Das Turnier der Gruppe B wurde vom 10. bis 16. Januar 2018 in der serbischen Hauptstadt Belgrad ausgetragen. Die Spiele fanden in der 2.000 Zuschauer fassenden Ledena dvorana Pionir statt. Insgesamt besuchten 3.720 Zuschauer die 15 Turnierspiele, was einem Schnitt von 111 pro Partie entspricht. Der spanischen Mannschaft, die lediglich gegen den Gastgeber einen Punkt abgab, gelang fünf Jahre nach dem Abstieg ungeschlagen der Wiederaufstieg in die A-Gruppe der Division II, während Vorjahresabsteiger Kroatien mit dem dritten Platz vorliebnehmen musste. Neuling Türkei musste trotz eines 6:4-Erfolges gegen Mexiko umgehend wieder absteigen, da die Mittelamerikaner ihrerseits am letzten Spieltag gegen Belgien gewinnen konnte und die Türken im Direktvergleich dieser drei Mannschaften am schlechtesten abschnitten.
| 10. Januar 2018 13:00 Uhr (Ortszeit) | Türkei | 3:8 (1:2, 0:2, 0:4) Spielbericht | Belgien | Ledena dvorana Pionir, Belgrad Zuschauer: 50 |

| 10. Januar 2018 16:30 Uhr | Spanien | 4:0 (1:0, 1:0, 2:0) Spielbericht | Mexiko | Ledena dvorana Pionir, Belgrad Zuschauer: 40 |

| 10. Januar 2018 20:00 Uhr | Serbien | 3:2 (1:1, 0:1, 2:0) Spielbericht | Kroatien | Ledena dvorana Pionir, Belgrad Zuschauer: 630 |

| 11. Januar 2018 13:00 Uhr | Mexiko | 4:6 (2:1, 0:2, 2:3) Spielbericht | Türkei | Ledena dvorana Pionir, Belgrad Zuschauer: 40 |

| 11. Januar 2018 16:30 Uhr | Kroatien | 4:2 (2:0, 0:1, 2:1) Spielbericht | Belgien | Ledena dvorana Pionir, Belgrad Zuschauer: 30 |

| 11. Januar 2018 20:00 Uhr | Spanien | 3:2 n. P. (1:0, 0:0, 1:2, 0:0, 1:0) Spielbericht | Serbien | Ledena dvorana Pionir, Belgrad Zuschauer: 720 |

| 13. Januar 2018 13:00 Uhr | Kroatien | 5:2 (1:1, 2:1, 2:0) Spielbericht | Mexiko | Ledena dvorana Pionir, Belgrad Zuschauer: 20 |

| 13. Januar 2018 16:30 Uhr | Spanien | 7:2 (3:1, 2:0, 2:1) Spielbericht | Türkei | Ledena dvorana Pionir, Belgrad Zuschauer: 30 |

| 13. Januar 2018 20:00 Uhr | Serbien | 7:5 (4:2, 2:0, 1:3) Spielbericht | Belgien | Ledena dvorana Pionir, Belgrad Zuschauer: 720 |

| 15. Januar 2018 13:00 Uhr | Belgien | 3:9 (1:1, 2:4, 0:4) Spielbericht | Spanien | Ledena dvorana Pionir, Belgrad Zuschauer: 40 |

| 15. Januar 2018 16:30 Uhr | Türkei | 1:4 (1:0, 0:1, 0:3) Spielbericht | Kroatien | Ledena dvorana Pionir, Belgrad Zuschauer: 30 |

| 15. Januar 2018 20:00 Uhr | Mexiko | 1:3 (0:0, 1:2, 0:1) Spielbericht | Serbien | Ledena dvorana Pionir, Belgrad Zuschauer: 740 |

| 16. Januar 2018 13:00 Uhr | Kroatien | 1:3 (0:1, 1:0, 0:2) Spielbericht | Spanien | Ledena dvorana Pionir, Belgrad Zuschauer: 50 |

| 16. Januar 2018 16:30 Uhr | Belgien | 4:5 (3:3, 1:2, 0:0) Spielbericht | Mexiko | Ledena dvorana Pionir, Belgrad Zuschauer: 20 |

| 16. Januar 2018 20:00 Uhr | Serbien | 7:1 (1:1, 4:0, 2:0) Spielbericht | Türkei | Ledena dvorana Pionir, Belgrad Zuschauer: 560 |

| Pl. |          | Sp | S | OTS | OTN | N | Tore  | Punkte |
| 1.  | Spanien  | 5  | 4 | 1   | 0   | 0 | 26:08 | 14     |
| 2.  | Serbien  | 5  | 4 | 0   | 1   | 0 | 22:12 | 13     |
| 3.  | Kroatien | 5  | 3 | 0   | 0   | 2 | 16:11 | 9      |
| 4.  | Belgien  | 5  | 1 | 0   | 0   | 4 | 22:28 | 3      |
| 5.  | Mexiko   | 5  | 1 | 0   | 0   | 4 | 12:22 | 3      |
| 6.  | Türkei   | 5  | 1 | 0   | 0   | 4 | 13:30 | 3      |

Abkürzungen: Pl. = Platz, Sp = Spiele, S = Siege, OTS = Siege nach Verlängerung (Overtime) oder Penaltyschießen, OTN = Niederlagen nach Verlängerung oder Penaltyschießen, N = Niederlagen

Erläuterungen: Aufsteiger in die Division IIA, Absteiger in die Division III

### Auf- und Abstieg
| Absteiger in die Division IIA:  | Litauen     |
| Aufsteiger in die Division IB:  | Japan       |
| Absteiger in die Division IIB:  | Niederlande |
| Aufsteiger in die Division IIA: | Spanien     |
| Absteiger in die Division III:  | Türkei      |
| Aufsteiger in die Division IIB: | Israel      |

## Division III
Das Turnier der Gruppe B wurde vom 22. bis 28. Januar 2018 in der bulgarischen Landeshauptstadt Sofia ausgetragen. Die Spiele fanden im 4.600 Zuschauer fassenden Wintersportpalast statt. Insgesamt besuchten 4.090 Zuschauer die 15 Turnierspiele, was einem Schnitt von 273 pro Partie entspricht. Der Israelischen Mannschaft gelang der erstmalige Aufstieg in die Division II, während Neuseeland im nächsten Jahr in der Qualifikationsrunde für die Division III starten muss. Beide Entscheidungen standen bereits nach dem vierten von fünf Spieltagen fest.
| 22. Januar 2018 13:00 Uhr (Ortszeit) | Island | 1:2 n. V. (0:0, 0:0, 1:1, 0:1) Spielbericht | Australien | Wintersportpalast, Sofia Zuschauer: 300 |

| 22. Januar 2018 16:30 Uhr | Volksrepublik China | 2:3 (1:1, 1:0, 0:2) Spielbericht | Israel | Wintersportpalast, Sofia Zuschauer: 280 |

| 22. Januar 2018 20:00 Uhr | Bulgarien | 5:3 (2:1, 1:1, 2:1) Spielbericht | Neuseeland | Wintersportpalast, Sofia Zuschauer: 550 |

| 23. Januar 2018 13:00 Uhr | Volksrepublik China | 1:2 (1:0, 0:1, 0:1) Spielbericht | Island | Wintersportpalast, Sofia Zuschauer: 83 |

| 23. Januar 2018 16:30 Uhr | Australien | 6:3 (2:1, 1:1, 3:1) Spielbericht | Neuseeland | Wintersportpalast, Sofia Zuschauer: 150 |

| 23. Januar 2018 20:00 Uhr | Israel | 4:3 (1:1, 2:1, 1:1) Spielbericht | Bulgarien | Wintersportpalast, Sofia Zuschauer: 580 |

| 25. Januar 2018 13:00 Uhr | Australien | 4:7 (1:1, 1:4, 2:2) Spielbericht | Israel | Wintersportpalast, Sofia Zuschauer: 80 |

| 25. Januar 2018 16:30 Uhr | Island | 13:3 (3:0, 6:2, 4:1) Spielbericht | Neuseeland | Wintersportpalast, Sofia Zuschauer: 90 |

| 25. Januar 2018 20:00 Uhr | Volksrepublik China | 10:4 3:1, 5:2, 2:1) Spielbericht | Bulgarien | Wintersportpalast, Sofia Zuschauer: 620 |

| 26. Januar 2018 13:00 Uhr | Israel | 6:2 (3:0, 0:0, 3:2) Spielbericht | Island | Wintersportpalast, Sofia Zuschauer: 71 |

| 26. Januar 2018 16:30 Uhr | Neuseeland | 2:11 (0:3, 0:6, 2:2) Spielbericht | Volksrepublik China | Wintersportpalast, Sofia Zuschauer: 50 |

| 26. Januar 2018 20:00 Uhr | Bulgarien | 7:5 (1:0, 2:3, 4:2) Spielbericht | Australien | Wintersportpalast, Sofia Zuschauer: 410 |

| 28. Januar 2018 13:00 Uhr | Neuseeland | 0:5 (0:1, 0:3, 0:1) Spielbericht | Israel | Wintersportpalast, Sofia Zuschauer: 51 |

| 28. Januar 2018 16:30 Uhr | Island | 2:3 (1:0, 0:1, 1:2) Spielbericht | Bulgarien | Wintersportpalast, Sofia Zuschauer: 670 |

| 28. Januar 2018 20:00 Uhr | Australien | 1:6 (0:2, 1:2, 0:2) Spielbericht | Volksrepublik China | Wintersportpalast, Sofia Zuschauer: 105 |

| Pl. |                     | Sp | S | OTS | OTN | N | Tore  | Punkte |
| 1.  | Israel              | 5  | 5 | 0   | 0   | 0 | 25:11 | 15     |
| 2.  | Volksrepublik China | 5  | 3 | 0   | 0   | 2 | 30:12 | 9      |
| 3.  | Bulgarien           | 5  | 3 | 0   | 0   | 2 | 22:24 | 9      |
| 4.  | Island              | 5  | 2 | 0   | 1   | 2 | 20:15 | 7      |
| 5.  | Australien          | 5  | 1 | 1   | 0   | 3 | 18:24 | 5      |
| 6.  | Neuseeland          | 5  | 0 | 0   | 0   | 5 | 11:40 | 0      |

Abkürzungen: Pl. = Platz, Sp = Spiele, S = Siege, OTS = Siege nach Verlängerung (Overtime) oder Penaltyschießen, OTN = Niederlagen nach Verlängerung oder Penaltyschießen, N = Niederlagen

Erläuterungen: Aufsteiger in die Division IIB, Absteiger in die Qualifikation zur Division III

### Auf- und Abstieg
| Absteiger in die Division III:                   | Türkei                            |
| Aufsteiger in die Division IIB:                  | Israel                            |
| Absteiger in die Qualifikation zur Division III: | –                                 |
| Aufsteiger in die Division III:                  | Südafrika Republik China (Taiwan) |

## Qualifikation zur Division III
Das Turnier der Qualifikation zur Division III wurde vom 5. bis 6. Februar 2018 in der südafrikanischen Metropole Kapstadt ausgetragen. Die Spiele fanden in der 2.800 Zuschauer fassenden Grand West Ice Station statt. Ursprünglich sollte neben Südafrika und der Republik China (Taiwan) auch eine turkmenische Mannschaft teilnehmen, diese zog jedoch eine Woche vor dem Turnier ihre Teilnahme zurück. Die beiden verbleibenden Teilnehmer spielten daraufhin eine Serie im Modus Best-of-Three, und nachdem Südafrika zwei der drei angesetzten Spiele gegen die Republik China (Taiwan) gewonnen hatte, wurde das zunächst für den 7. Februar 2018 angesetzte dritte Spiel außer Konkurrenz gespielt. Insgesamt besuchten 275 Zuschauer die beiden Turnierspiele, was einem Schnitt von 137 pro Partie entspricht.
| 5. Februar 2018 20:00 Uhr (Ortszeit) | Republik China (Taiwan) | 0:1 (0:0, 0:1, 0:0) Spielbericht Stand: 0:1 | Südafrika | Grand West Ice Station, Kapstadt Zuschauer: 150 |

| 6. Februar 2018 20:00 Uhr | Südafrika | 5:4 (2:3, 2:0, 1:1) Spielbericht Stand: 2:0 | Republik China (Taiwan) | Grand West Ice Station, Kapstadt Zuschauer: 125 |

| 7. Februar 2018 20:00 Uhr | Republik China (Taiwan) | 6:4 (0:0, 0:1, 0:0) Stand: (außer Konkurrenz) | Südafrika | Grand West Ice Station, Kapstadt |

### Auf- und Abstieg
| Absteiger in die Qualifikation zur Division III: | –                                 |
| Aufsteiger in die Division III:                  | Südafrika Republik China (Taiwan) |